# Rudolf Larysz
Rudolf Larysz (ur. 27 sierpnia 1901, zm. 24 stycznia 1968) – polski wojskowy, dyplomata.

## Życiorys
Syn Klemensa, robotnika. W szeregach 10 pułku piechoty walczył o Śląsk Cieszyński w wojnie polsko-czechosłowackiej.
Podczas II wojny światowej przed końcem kampanii francuskiej w czerwcu 1940 w mieście Lens współorganizował polską organizację konspiracyjną w ramach francuskiego ruchu oporu, która kolportowała pismo „Nasza Walka”. W 1941 był organizatorem strajków górniczych w departamencie Pas-de-Calais; w czasie aresztowań nie został zatrzymany i przedostał się do wschodniej Francji; został skazany zaocznie na karę śmierci.
Po zakończeniu wojny od listopada 1945 sprawował stanowisko Konsula Generalnego RP w Lille, następnie do maja 1946 tymczasowo pełnił stanowisko Konsula RP w Lyonie.
Jego żoną była Lucyna (1917–2003), z którą miał synów Rudolfa Wiesława (ur. 1947), funkcjonariusza Milicji Obywatelskiej w PRL, i Mariana.
Zmarł 24 stycznia 1968. Został pochowany na cmentarzu Wojskowym na Powązkach w Warszawie (kwatera D6-3-26).
Nazwisko Rudolfa Larysza pojawiło się na liście Wildsteina, upublicznionej na początku 2005.

## Ordery i odznaczenia
- Order Sztandaru Pracy I klasy (22 lipca 1949)[15]
- Order Krzyża Grunwaldu III klasy (5 kwietnia 1946)[16]
- Krzyż Kawalerski Orderu Odrodzenia Polski (20 lipca 1954)[17]
- Krzyż Srebrny Orderu Virtuti Militari (5 kwietnia 1946)[18]
- Medal 10-lecia Polski Ludowej (10 stycznia 1955)[19]
- Medal Pamiątkowy za Obronę Śląska Cieszyńskiego[20]
- Odznaka „Przodownik Pracy” (1952)[21]